# LSH Versicherung

Der Unternehmenssitz der LSH Versicherung in Bad Fallingbostel

Die LSH Versicherung ist ein deutsches Versicherungsunternehmen mit Sitz in Bad Fallingbostel.

## Geschichte
Mit Wirkung zum 1. Januar 1904 haben 33 Gemeindevorsteher den „Feuerversicherungsverein der ehemaligen Amtsvogtei Fallingbostel (auf Gegenseitigkeit)“ gegründet. Erster Vorsitzender des Vereins war der Mühlenbesitzer Willi Rubach. Im Gründungsjahr zählten 545 Mitglieder aus 36 Gemeinden zum Geschäftsgebiet.
Zwei Jahre später wurde das Geschäftsgebiet um zwei Gemeinden erweitert und in der Vertreterversammlung der Name in „Feuerversicherungsverein Fallingbostel (auf Gegenseitigkeit)“ geändert. Die weiteren Jahre waren von einer stetigen Aufwärtsentwicklung geprägt, der auch die Weltwirtschaftskrise 1931/32 nichts anhaben konnte.
Im September 1937 wurde das Geschäftsgebiet von Fallingbostel auf andere angrenzende Landkreise ausgeweitet, da mit Anlegung des Truppenübungsplatzes Bergen-Fallingbostel in der Zeit von 1935 bis 1938 die Bevölkerung von elf Gemeinden aus dem Kerngeschäftsgebiet des Vereins umgesiedelt wurde. In den 50er Jahren wurden das Geschäftsgebiet auf die gesamte Lüneburger Heide ausgeweitet und ab 1. Januar 1970 auf die gesamte Bundesrepublik Deutschland. Zum gleichen Zeitpunkt wurde das Unternehmen in „Landesschadenhilfe VVaG“ (kurz: LSH) umbenannt vor dem Hintergrund der mit der Landeskrankenhilfe und Landeslebenshilfe aus Lüneburg vereinbarten Kooperation.
Im Oktober 2024 wurde die für 2025 beabsichtigte Fusion mit der Ostangler Brandgilde bekanntgegeben.

## Struktur
Zur LSH gehört auch die LSH Vermittlungs-GmbH, die insbesondere die Vermittlung von nicht selbst von der LSH angebotenen Versicherungssparten übernimmt. Ferner werden von der LSH Rechtsschutz Schadenservice GmbH die Schadenfälle in der eigenen Sparte Rechtsschutz bearbeitet.
Die Versicherungsgeschäfte betreibt die LSH im Geltungsbereich des Versicherungsaufsichtsgesetzes (VAG) und unterliegt damit der Aufsicht durch die Bundesanstalt für Finanzdienstleistungsaufsicht (BaFin).
Zum 1. Januar 2016 ist das europäische Aufsichtsregime Solvency II in Kraft getreten, das bei der LSH angewendet wird.

## Mitgliedschaften
- Gesamtverband der Deutschen Versicherungswirtschaft
- Verband der Versicherungsvereine auf Gegenseitigkeit e.V.[2]
- Wirtschaftsverein Heidekreis